# Lothaire Bluteau

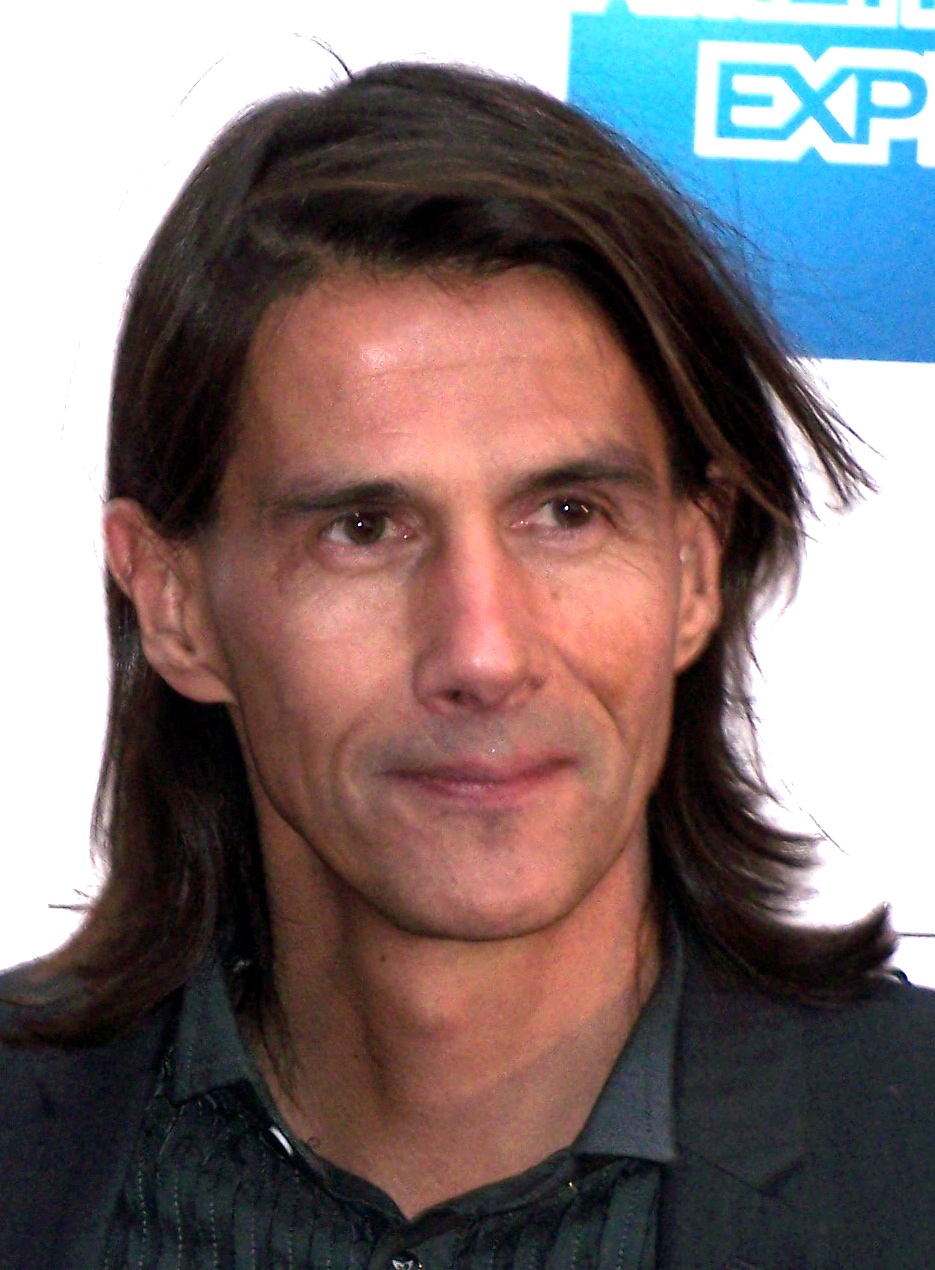
Lothaire Bluteau, 2007

Lothaire Bluteau (* 14. April 1957 in Montreal, Québec) ist ein kanadischer Schauspieler.

## Leben und Leistungen
Bluteau besuchte das Montreal Conservatory of Dramatic Arts und studierte auch Medizin. In seiner Heimatstadt trat er im Theater auf. Sein Karrieredurchbruch gelang mit der Titelrolle im Film Jesus von Montreal (1989) über die Passion Christi, der 1990 für den Oscar in der Kategorie Bester fremdsprachiger Film nominiert wurde. Für dieses Filmdrama von Regisseur Denys Arcand gewann Bluteau 1990 einen Genie Award als bester Hauptdarsteller.
Im Theaterstück Being at Home with Claude war er zuerst in Kanada und 1991 in London zu sehen. Er verkörperte darin die Hauptrolle eines homosexuellen Strichers, der seinen Geliebten getötet hat. Für diese Darstellung bekam er folgende Preise verliehen: den Grand Prix der Critiques de théâtre du Québec, 1984, den Prix de la critique der Association des critiques de théâtre du Québec, 1984, und den Time Out Public Award. 1996 fungierte er als Theaterdirektor im Stück User’s Waltz in der Stadt New York.
In der Literaturverfilmung Black Robe (1991) von Bruce Beresford verkörperte Bluteau einen französischen Jesuiten in der Mission bei den kanadischen Indianern. Das Australian Film Institute nominierte ihn 1991 dafür als besten Hauptdarsteller für den AFI Award. 1992 stellte er eine Nebenrolle in der zweifach Oscar-nominierten Verfilmung des Romans Orlando von Autorin Virginia Woolf dar. 1996 erfolgte eine Genie Award-Nominierung als bester Hauptdarsteller für Confessionnal. 1997 zeichnete ihn das Gijón International Film Festival als besten Schauspieler für das Filmdrama Bent aus. Im Jahr 2002 stand er in der Stadt New York im Stück Der aufhaltsame Aufstieg des Arturo Ui von Bertolt Brecht auf der Bühne. 2004 verkörperte Bluteau die Rolle des aus Österreich stammenden Terroristen Marcus Alvers in fünf Folgen der dritten Staffel der Echtzeitserie 24 mit Kiefer Sutherland. In seiner bisherigen Berufslaufbahn erweckte er circa 40 Charaktere in französischer und englischer Sprache vor der Kamera zum Leben.

## Filmografie (Auswahl)
- 1983: Rien qu’un jeu
- 1985: Miami Vice (Fernsehserie, Folge 2x14, „Reise ohne Rückkehr“)
- 1989: Jesus von Montreal (Jésus de Montréal)
- 1991: Black Robe – Am Fluß der Irokesen (Black Robe)
- 1992: Orlando
- 1992: Der Klang der Stille (Dotkniecie reki)
- 1995: Confessionnal (Le Confessionnal)
- 1996: I Shot Andy Warhol
- 1997: Nostromo – Der Schatz in den Bergen (Nostromo)
- 1997: Bent
- 1998: Conquest – Reise in ein neues Leben (Conquest)
- 1998: Schüsse durchs Herz (Shot Through the Heart)
- 1999: Aviators – Piloten aus dem Jenseits (Dead Aviators)
- 2002: Dead Heat – Tödliches Rennen (Dead Heat)
- 2002: The Healer (Julie Walking Home)
- 2004: 24 (Fernsehserie)
- 2007: Walk All Over Me – Liebe, Latex, Lösegeld (Walk All Over Me)
- 2008: Inconceivable
- 2010: Die Tudors (The Tudors)
- 2012: Navy CIS: L.A. (NCIS: Los Angeles, Fernsehserie, Folge: Jada)
- 2014: Republic of Doyle – Einsatz für zwei (Republic of Doyle, Fernsehserie, 1 Folge)
- 2015: Regression
- 2015–2016: Vikings (Fernsehserie, 13 Folgen)